# Jack LaFontaine
Jack LaFontaine, född 6 januari 1998, är en kanadensisk professionell ishockeymålvakt som spelar för Carolina Hurricanes i National Hockey League (NHL).
Han har tidigare spelat för Michigan Wolverines och Minnesota Golden Gophers i National Collegiate Athletic Association (NCAA) och Janesville Jets i North American Hockey League (NAHL).
LaFontaine draftades av Carolina Hurricanes i tredje rundan i 2016 års draft som 75:e spelare totalt.